# Casa Mingo

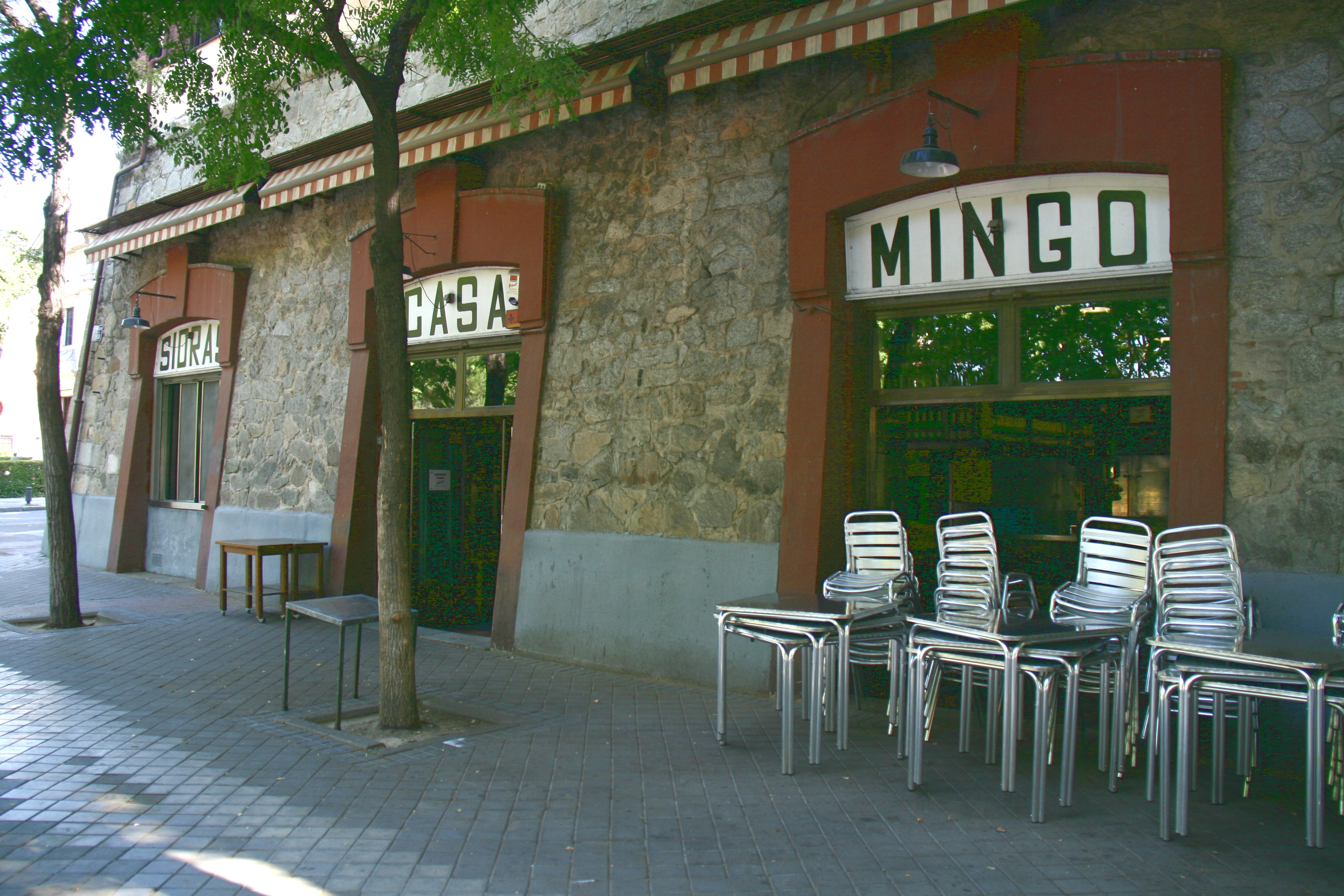
Fachada de la "casa Mingo".

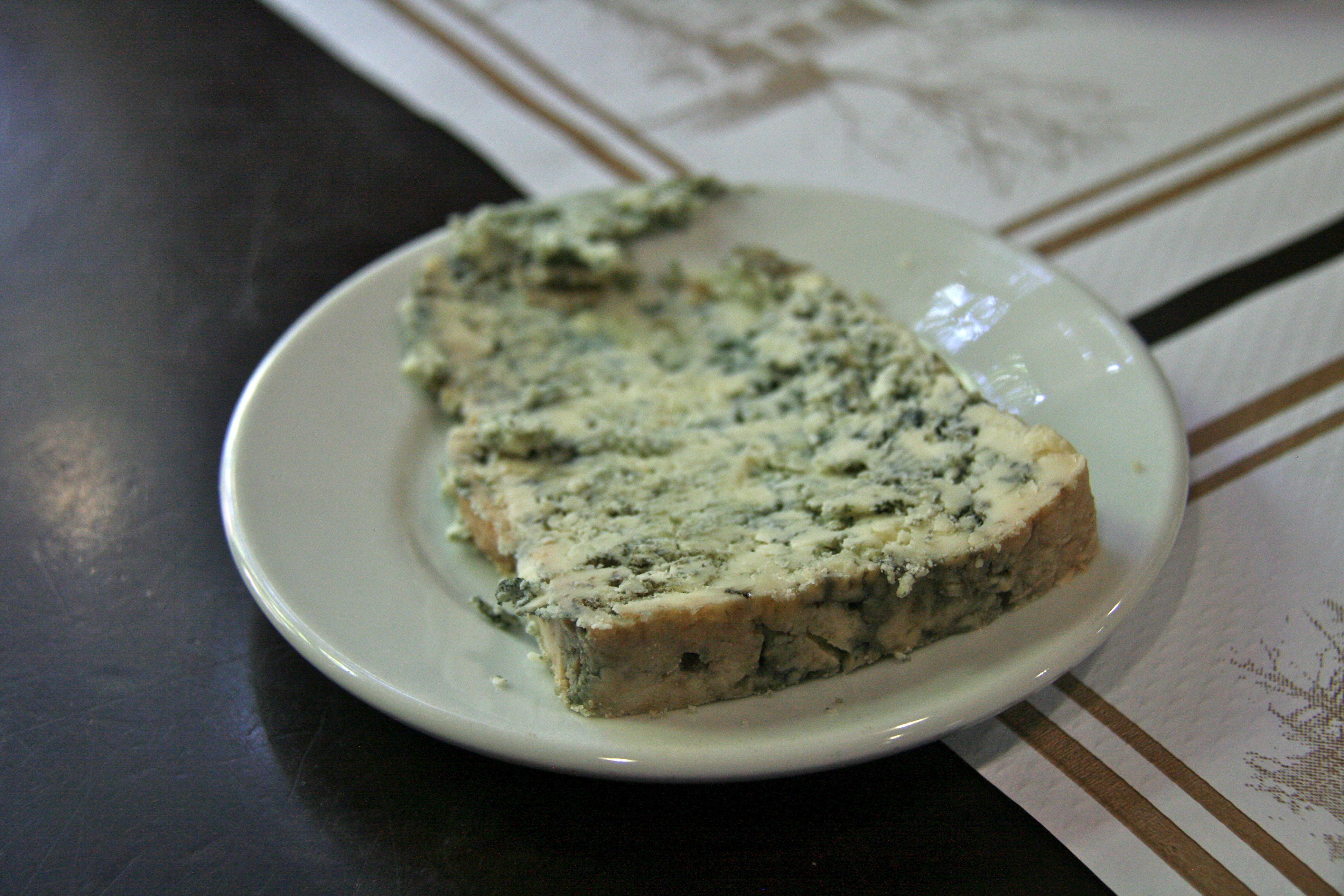
Una de las tapas habituales de la Casa es el queso de cabrales.

Casa Mingo es un restaurante/taberna popular de Madrid famoso por servir pollo asado junto con botellas de sidra (una de sus especialidades). Los platos que se ofrecen corresponden a la cocina tradicional madrileña con tendencias a la cocina asturiana. Se encuentra ubicado en el Paseo de la Florida a orilla del río Manzanares, junto a la Ermita de San Antonio de la Florida. 

## Historia
Esta casa la inauguró Domingo García González en 1888 en el espacio que prolonga el Campo del Moro, ocupando el antiguo almacén de material. Lugar donde los asturianos trabajaban en la antigua Estación del Norte (Estación del Príncipe Pío). Este lugar se fue convirtiendo, poco a poco en centro de reunión a comienzos del siglo XX de los asturianos que emigraron a Madrid. El esplendor de la taberna se debe a aquella época. Era costumbre ya a comienzos de siglo XX ir en familia a comer a Casa Mingo, como cita Eusebio Blasco tradición que se mantiene hoy en día. A comienzos del siglo S.XX, abrió una sucursal en la calle Echegaray, pero cerró en los 1970's.

## Características
La taberna posee dos pisos. La planta baja es muy amplia. En la parte superior hay una terraza con bancos donde se puede comer. En los meses de primavera y verano se instalan terrazas para atender a una gran clientela. Las mesas son de madera y los suelos de baldosas proporcionando un ambiente costumbrista mantenido desde su inauguración en el siglo XIX.

## Especialidades
En la taberna se puede degustar pollo asado con sidra, que es el plato más solicitado y que mayor fama ha alcanzado. Se menciona que el secreto está en elegir aves de poco peso ya que proporcionan mayor gusto. Otros platos son posibles tales como: una fabada asturiana, unas fabes con almejas, o unos callos a la madrileña, unas empanadas de bonito, un chorizo a la sidra, una tapa de queso de Cabrales. La sidra, de elaboración propia, es en cualquier caso el acompañante de cualquiera de estos platos o tapas. 

## Cultura popular
Casa Mingo aparece en la película Los tramposos, con Tony Leblanc y Antonio Ozores, de Pedro Lazaga, filmada en 1959 y en la que se narra la historia de dos pícaros modernos del siglo XX en Madrid. 
También aparece en la película ¿Qué hacemos con los hijos?, protagonizada por Paco Martínez Soria.
En la película ambientada en el período final de la dictadura franquista y titulada La noche más larga dirigida por José Luis García Sánchez, aparece la Casa Mingo cuando la hermana (Carmen Conesa) comienza una andadura buscando ayuda legal para su hermano Fito sentenciado a muerte.